# Lycourgos Angelopoulos
Pour les articles homonymes, voir Angelopoulos.
Lycourgos Angelopoulos (en grec : Λυκούργος Αγγελόπουλος), né le 21 septembre 1941 à Pyrgos, dans le Péloponnèse et mort le 18 mai 2014 à Athènes est un musicologue et chantre liturgique grec. Il a été professeur de chant byzantin au conservatoire d'Athènes, fondateur et directeur du Chœur byzantin de Grèce et Archon Protopsalte du patriarcat de Constantinople.

## Biographie
Il étudie la musique byzantine à l'école nationale de musique sous la direction du musicologue Simon Karas ainsi que le droit à l'université d'Athènes. Il est protopsalte (premier cantor) de l'église Sainte-Irène d'Athènes. Il fonde et dirige le Chœur byzantin de Grèce et enseigne la musique byzantine au conservatoire Nikos Skalkotas et Philippos Nakas, à Athènes. Il dirige aussi dès sa fondation, le Chœur byzantin d'enfants de l'archidiocèse d'Athènes ainsi que l'école de musique byzantine du diocèse d'Élis.
En France, Angelopoulos a fait partie de l'ensemble Organum.